# Müller, Kohlenbrenner und Sesseltrager
Müller, Kohlenbrenner und Sesseltrager oder Die Träume von Schale und Kern ist ein Zauberspiel in 3 Aufzügen von Johann Nestroy. Es wurde am 24. April 1834 als Benefizvorstellung für den Autor uraufgeführt.

## Inhalt
Obwohl ihre Verlobten liebenswert und nicht unvermögend sind, haben die drei Freunde Weiß, Schwarz und Rot ganz andere Wünsche an ihr Leben:
„Reichthum, romantische Liebe und Künstlerruhm!“ (Ister Act, Scene 13)
Der Gnomenfürst Rübezahl versetzt sie in Schlaf, um ihnen die goldene Schale und den bitteren Kern ihren Träume zu zeigen. Im ersten Traum sind sie Handelskompagnons, die durch eine plötzliche Erbschaft zu Millionären werden. Ein Jahr später ist Roth von ständiger Furcht geplagt, sein Vermögen könne ihm gestohlen werden, Weiß langweilt sich schrecklich, weil alle seine Wünsche erfüllbar wurden und Schwarz ist verbittert, da trotz seines Reichtums die Mädchen kein Interesse an ihn haben.
Weiß: „Ich bin ein unglücklicher Mensch! kein Vergnügen, keine Unterhaltung! – so ein Leben ist ja nicht 's Athemschöpfen werth.“(Ister Act, 31ste Scene)
Deprimiert begehen sie alle drei Selbstmord.
Der zweite Traum zeigt die drei als brave Söhne, die nach 12 Jahren Ausbildung zum Vater zurückkehren, der für sie schon die Verlobungen mit den drei Töchtern seines Freundes arrangiert hat. Abelard (Weiß), Sigwart (Schwarz) und Herfort (Roth) sind aber in drei andere Mädchen verliebt und setzen durch, diese auch heiraten zu dürfen. Nach fünf Jahren Ehestand sind die drei Mädchen zu zänkischen und untreuen Ehefrauen geworden. Der Notar ist zur Scheidung bestellt, aber vorher fliehen die Frauen mit ihren Liebhabern und nehmen das gesamte Vermögen mit. Die nun mittellosen Männer landen im Schuldenarrest.
Chor der Gerichtsdiener und Gläubiger:
„Wer nicht bezahln kann den halten wier fest,
Meine Herrn, da nutzt nix, nur in Arrest!“ (IIter Act, 21ste Scene)
Der dritte Traum zeigt die Freunde als Dichter Schwan (Weiß), Sänger Nero (Schwarz) und Kapellmeister Steinröthel (Roth) am Höhepunkt ihres Ruhmes, sie werden gefeiert und reich entlohnt. Viele Jahre später sind sie verarmt und vergessen, sie können ihrem Vermieter Proczpack die Miete nicht mehr bezahlen und verhungern langsam. Als Totengeister müssen sie zusehen, wie jetzt kunstbegeisterte Leute um viel Geld ihren künstlerischen Nachlass aufkaufen.
Steinröthel: „Ich krieg 's Gallfieber als so todter!“ (IIIter Act, 19ste Scene)
Gertrud, Margreth und Sandl haben die drei Träumer vergeblich gesucht, als sie plötzlich wieder auftauchen. Rübezahl versichert den Frauen, die drei seien nun von ihren Schwärmereien geheilt, was die Freunde gerne bestätigen:
„A Tram is a Tram, doch ’s giebt allerhand Tram,
Das hat schon mein Mutter g'sagt, und mein Frau Mahm […]“ (IIIter Act, Schlußgesang)

## Werksgeschichte
Eine bestimmte Vorlage für das Werk ist nicht feststellbar, wenn auch Traumstücke zum stehenden Repertoire der Theaterschriftsteller dieser Zeit zählten. Mit der stereotypen Dreiteilung (drei Hauptpersonen, drei Wünsche, die in drei Träumen gezeigt werden, drei Bräute, drei Ehegattinnen) versuchten Nestroy und Direktor Carl Carl offenkundig, sich an den Erfolg des Lumpacivagabundus anzuhängen. Auch sollten dadurch wieder drei zugkräftige Rollen für Nestroy, Carl und Wenzel Scholz geschaffen werden.
Eine längere Entstehungsgeschichte, von 1833 bis 1834, muss angenommen werden. Eine Änderung des ersten Traumes – ursprünglich plante Nestroy eine Persiflage des Heldenruhmes mit den drei Männern als Amazonen – ist von der Theaterzensur unterbunden worden und musste zum Thema Reichtum umgeschrieben werden, ebenso wie der unmotiviert positive Schluss des Stückes. Für die Amazonenszenen wollte Nestroy Teile seiner nicht aufgeführte Posse Genius, Schuster und Marqueur verwenden.
Trotz des Durchfalles seines letzten Stückes Der Zauberer Sulphurelectrimagneticophosphoratus schrieb Nestroy ein neues Zauberspiel. Die flachen Dialoge konnten das Publikum, das am Premierenabend für ein volles Haus gesorgt hatte, nicht überzeugen. Der Tenor, dass letztlich alles scheinbare Glück ins Negative verkehrt wird und die Situationen, die nicht in das biedermeierliche Weltbild passen, wie Liebelei, Ehebruch und Selbstmord, verstörten die Zuseher und verärgerten die Kritiker. 97 Beanstandungen fand die Zensur im Text, teils weil dahinter Laszivität vermutet wurde, teils weil es dem Zensor zu derb formuliert schien. Deshalb war das an sich eher schwache Stück für die Aufführung auch noch stark beschnitten worden.
Johann Nestroy spielte den Roth/Herfort/Steinröthel, Carl Carl den Weiß/Abelard/Schwan, Wenzel Scholz den Schwarz/Sigwart/Nero, Nestroys Lebensgefährtin Marie Weiler das Stubenmädchen Nanett, Eleonore Condorussi die Heloise, Friedrich Hopp den Bauern Martin und den Johann Proczpack.
Eine Originalhandschrift Nestroys ist erhalten. Die drei verschiedenen Papiersorten dieses Manuskriptes (vergilbt und grob beschnitten; bläulich und sorgfältig beschnitten; dünner mit Wasserzeichen) lassen auf eine etappenweise Entstehung des Textes schließen. Dass die ursprüngliche Version des Heldenruhm-Traumes enthalten war, lässt sich durch eine passende Lücke in der Bogenzählung annehmen. Umschlagblatt und Personenverzeichnis fehlen ebenfalls, wodurch ein eventuell anderer ursprünglicher Titel nicht mehr feststellbar ist (nach Partitur und Soufflierheft lautete er Träume).
Die Originalpartitur Adolf Müllers trägt ursprünglich den Titel Träume, ausgebessert auf Müller, Kohlenbrenner und Sesseltrager, oder: Die Träume von Schale und Kern. Zauberspiel in 3 Aufzügen von J. Nestroy, Musik von Adolf Müller, Capellmstr. 1834. Das erstemal aufgeführt den 4teb April 834im k.k.p. Theater an der Wien zum Vorth. des Hr Nestroy. Op. 56.

## Zeitgenössische Rezeption
Das Stück wurde vom Publikum und auch von der Rezension nicht sehr günstig aufgenommen und erlebte deshalb auch nur wenige Aufführungen. Erschwerend kam dazu, dass offenbar bei der Premiere die Bühnenmaschinerie versagt hatte. Lediglich drei Zeitschriften beschäftigten sich mit dem Werk.
Die halbwegs freundlichste Kritik war in Adolf Bäuerles Wiener Theaterzeitung vom 7. April 1834 (S. 227) zu finden, verfasst vom Dramatiker Franz Carl Weidmann:
„Es fehlte nicht an einzelnen guten Gedanken und komischen Erscheinungen, aber im ganzen ist die Bearbeitung nicht glücklich zu nennen. Die Stimmung des Publikums zeigte sich anfangs sehr günstig. […] Aber schon am Schlusse der ersten Abtheilung zeigte sich Erkaltung. Im zweiten äußerte sich das Missfallen noch lebhafter. […] Hr. Nestroy selbst, spielte mit, unter so befangenen Umständen, anerkennenswerter Haltung.“
Auch Scholz und Carl wurden für ihre Darstellung gelobt.
Im Wanderer vom 6. April wurde darauf hingewiesen, dass das „gebildete“ Publikum das Stück besonders abgelehnt hatte, nur die Galerie – also die billigen Plätze für das „einfache Volk“ – habe applaudiert:
„Wir bemerkten an dieser Posse weder Schale noch Kern, nur Schalheit im wahren Sinne des Wortes, und langweilige, abgedroschene Postbüchl-Späße. […] das Publikum gab seine missbilligende Stimme laut zu erkennen. Die oberste Gallerie rief Hrn. Nestroy. – Das Haus war ungeheuer voll.“
Verblüffend übereinstimmend urteilte der Sammler vom 15. April, wo der Nestroy ablehnend gegenüberstehende Franz Wiest fast den gleichen Wortlaut verwendete – ob er beide Kritiken selbst geschrieben hatte oder vom Wanderer abschrieb, ist nicht mehr zu klären:
„[…] an dem wir weder Schale noch Kern wahrnehmen […] als hätte man etwa den hundertjährigen Kalender – oder das Postbüchl von Anno 97 um die Witze (?) geplündert […] Die Scene mit Nero (Hr. Scholz) kann für die Gallerien wirksam genannt werden […] Das Haus war zum Erdrücken voll.“
In beiden Kritiken wurde auf die mäßige Gesangsleistung Marie Weilers hingewiesen, was der Kritiker teilweise auch durch die schwachen Couplet-Texte entschuldigte.

## Spätere Interpretationen
Otto Rommel reiht dieses Stück in der Kategorie jener Zauberstücke ein, „in welchen Geister leitend und helfend in das Leben der Menschen eingreifen, so dass die Geisterszenen nur einen Rahmen für die Szenen aus dem realen Leben bilden“ (Zitat). Dazu zählt er auch Der Feenball, Der böse Geist Lumpacivagabundus, Die Zauberreise in die Ritterzeit, Die Gleichheit der Jahre und Die Familien Zwirn, Knieriem und Leim. Wie in der Zauberreise sei Müller, Kohlenbrenner und Sesseltrager ein Kampf gegen Schwärmerei und Verstiegenheit, in diesem Falle gegen drei davon zugleich. Eine Erklärung, warum die drei simplen Menschen neben Reichtum und Liebe auch einen so ausgefallenen Wunsch wie Künstlerruhm hegen, lasse Nestroy unbeantwortet. Dies und der unbarmherzige Realismus der Schlussszene des dritten Traumes mit den verhungernden Künstlern missfiel dem zeitgenössischen Publikum. Dabei hatte Nestroy durchaus reale Begebenheiten auf die Bühne gebracht, wie sie seine Zeitgenossen Emanuel Schikaneder, Joachim Perinet, Therese Krones, Karl Meisl und der schon genannte Josef Alois Gleich, tatsächlich erleben mussten, die trotz hohem Ruhm letztlich im Elend starben. Anders als sonst üblich tritt Rübezahl ohne Vorspiel in der Zauberwelt sofort mitten unter den handelnden Personen auf, um zu Beginn, zwischen den Traumszenen und am Schluss seine kurzen Erklärungen abzugeben. Dieses Besserungs- und Traumstück lasse sich inhaltlich mit Josef Alois Gleichs Werk Der Berggeist oder Die drei Wünsche (aufgeführt 1819) vergleichen.
Bei Brukner/Rommel werden die kräftigen Zensurstriche Stück für Stück überprüft, wobei festgestellt wird, dass in manchem Fall der Grund nicht ersichtlich sei. Da jedoch die Zensoren keine klar vorgegebenen Instruktionen gehabt hätten, wären sie meist bemüht gewesen, lieber rigide zu arbeiten, um eventuell Anstoß erregende Stellen sicherheitshalber schon vorweg zu entfernen. Die Zensoren „hatten dafür zu sorgen, dass aus jedem Buche nur das der Regierung wohlgefällige Weltbild dem Leser entgegentrete. Dabei war es für sie immer gefahrloser, zu strenge als zu nachsichtig zu sein“ (Zitat).